# Mrtvo Duboko
Mrtvo Duboko este un sat din comuna Kolašin, Muntenegru. Conform datelor de la recensământul din 2003, localitatea are 35 de locuitori (la recensământul din 1991 erau 46 de locuitori).

## Demografie
În satul Mrtvo Duboko locuiesc 27 de persoane adulte, iar vârsta medie a populației este de 50,7 de ani (53,7 la bărbați și 48,1 la femei). În localitate sunt 16 gospodării, iar numărul mediu de membri în gospodărie este de 2,19.
Această localitate este populată majoritar de sârbi (conform recensământului din 2003).
|  |

| Demografie | Demografie | Demografie |
| An         | Locuitori  | Locuitori  |
| ---------- | ---------- | ---------- |
|            |            |            |
|            |            |            |
|            |            |            |
|            |            |            |
| 1948       | 78         |            |
| 1953       | 95         |            |
| 1961       | 94         |            |
| 1971       | 81         |            |
| 1981       | 60         |            |
| 1991       | 46         | 46         |
| 2003       | 35         | 35         |

| \| Componența etnică conform recensământului din 2003[2] \| Componența etnică conform recensământului din 2003[2] \| Componența etnică conform recensământului din 2003[2] \| Componența etnică conform recensământului din 2003[2] \| Componența etnică conform recensământului din 2003[2] \| \| ----------------------------------------------------- \| ----------------------------------------------------- \| ----------------------------------------------------- \| ----------------------------------------------------- \| ----------------------------------------------------- \| \| \| \| \| \| \| \| Sârbi \| Sârbi \| \| 27 \| 77,14% \| \| Muntenegreni \| Muntenegreni \| \| 8 \| 22,85% \| \| necunoscută \| necunoscută \| \| 0 \| 0% \| |              |  |    |        |
| Componența etnică conform recensământului din 2003 |              |  |    |        |
| |              |  |    |        |
| Sârbi | Sârbi        |  | 27 | 77,14% |
| Muntenegreni | Muntenegreni |  | 8  | 22,85% |
| necunoscută | necunoscută  |  | 0  | 0%     |